# HKT48竞技场巡演～和可爱的孩子们继续旅行～
HKT48竞技场巡演～和可爱的孩子们继续旅行～（日語：HKT48 アリーナツアー～可愛い子にはもっと旅をさせよ～）是HKT48於2014年4月29日 - 7月13日在日本的竞技场级别的场所所舉辦的巡回演唱會。

## 概要
举办巡演的消息是在2014年3月21日于福冈县举办的演唱会“HKT48九州7县巡演～和可爱的孩子们一起旅行～”夜公演安可之后发表的，这是HKT48首次在日本全国进行巡回演出。

## 幕張展覽館

### 演出概要
- 举办时间与地点：4月29日，千叶县幕張展覽館（幕張メッセ）
- 开场/开演时间：
  - 昼公演：11:00/12:00
  - 夜公演：16:00/17:00
- 本场演唱会作为本次竞技场巡演的初日，相比之前的九州七县巡演有许多曲目上的改变[參⁠ 4]，不仅如此，原本在九州七县巡演《真假摇滚》（マジすかロックンロール）一曲中表演的短剧也升级为了以白雪公主为主题的短剧，[參⁠ 5]而在短剧结束之后，成员指原莉乃表示“这样的短剧再长就看不下去了”（これ以上長くやると怒られるよね…。），也使得部分媒体解读为这是对持续时间较长的“AKB48集团埼玉超级竞技场春季演唱会之NMB48单独演唱会”中的吉本新喜剧（日语：吉本新喜剧）的批判[參⁠ 6]。但由于组合自己的原创歌曲过少，使得对知名偶像歌曲的翻唱仍占了歌单的其中一部分[參⁠ 7]。在演唱会开始前的记者访问中，指原莉乃也表示将在AKB48总选举中争取连冠[參⁠ 8]。

### 曲目

#### 昼公演
- 幕前播报：穴井千尋

1. 《overture(HKT48 ver.) 》
2. 《青春女孩》（青春ガールズ） - 全员
3. 《HKT48》 - 全员
4. 《想见你》（会いたかった） - 全员
5. 《已读无视》（既読スルー） - Team H
6. 《与前男友的哥哥交往这回事》（昔の彼氏のお兄ちゃんとつき合うということ） - Team KIV
7. 《眨眼3次》（ウインクは3回） - 原曲選拔成員
8. 《櫻花，大家一起來品嚐》（桜、みんなで食べた） - 全员
9. 《所謂被愛》（アイサレルトイウコト） - 兒玉遙、指原莉乃、田島芽琉、朝長美櫻、宮脇咲良
10. 《请你记得》（覚えてください） - 原曲選拔成員 + 山本茉央
11. 《破浪刨冰》（波乗りかき氷） - 兒玉、山本、岡田栞奈、朝長
12. 《毕业合影（日语：卒業写真 (荒井由実の曲)）》（原唱为松任谷由实） - 熊泽世莉奈、村重杏奈、多田愛佳、神志那结衣、森保圆（森保まどか、同时演奏钢琴）
13. 《UFO》（原唱为Pink Lady） - 松冈菜摘、宮脇
14. 《小木偶军团》（ピノキオ軍） - 指原、荒巻美咲、栗原纱英、坂本爱玲菜、筒井莉子、外薗叶月、山内祐奈、山下艾米丽（山下エミリー）
15. 《Pedicure day》（ペディキュアday） - 穴井千寻、田島、本村碧唯
16. 《说说漂亮话不也很好吗？》（キレイゴトでもいいじゃないか？） - 原曲選拔成員
之後插入一段以白雪公主為主題的短劇
17. 《Show fight！》 - 以上短劇演員
18. 《戀愛的幸運餅乾》（恋するフォーチュンクッキー） - 同上
19. 《厚臉皮的嘴唇》（生意気リップス） - 田中美久、矢吹奈子 + 短劇演員
20. AKB48 Group歌曲联唱 - 全员
《UZA》
《GAGAGA》
《美麗的閃電》（美しい稲妻）
《大蔥鴨們》（カモネギックス）
《浪漫、不需要》（ロマンス、イラネ）
《純情U-19》（純情U-19）
《單戀Finally》（片想いFinally）
《RIVER》
21. 《求求你华伦亭》（お願いヴァレンティヌ） - 樱花选拔成员16人[註⁠ 1]
22. 《初恋蝴蝶》（初恋バタフライ） - 樱花选拔成员16人[註⁠ 1]
23. 《大声钻石》（大声ダイヤモンド） - 全员
24. 《摇滚吧、人生就是…》（ロックだよ、人生は･･･） - 全员
25. 《明天會有不一樣的你》（明日は明日の君が生まれる） - 全员

安可曲
1. 《喜欢！喜欢！小跳步！》（スキ!スキ!スキップ!） - 全员
2. 《因为喜欢你 博多方言 ver.》（君のことが好きやけん） - 全员
3. 《甜瓜汁》（メロンジュース） - 全员

- 幕后播报：多田愛佳

#### 夜公演
- 幕前播报：指原莉乃

1. 《overture(HKT48 ver.) 》
2. 《青春女孩》 - 全员
3. 《HKT48》 - 全员
4. 《想见你》 - 全员
5. 《已读无视》 - Team H
6. 《与前男友的哥哥交往这回事》 - Team KIV
7. 《眨眼3次》 - 原曲選拔成員
8. 《櫻花，大家一起來品嚐》 - 全员
9. 《所謂被愛》 - 兒玉、指原、田島、朝長、宮脇
10. 《请你记得》 - 原曲選拔成員 + 山本
11. 《年轻男孩（日语：年下の男の子 (キャンディーズの曲)）》（原唱为糖果合唱团） - 朝長、村重、本村
12. 《夏日颜色的南希（日语：夏色のナンシー）》（原唱为早见优） - 穴井、兒玉、渕上舞、田島、山本茉
13. 《关于你》（君について） - 松岡、多田、熊沢、神志那、森保（同时演奏钢琴）
14. 《喇叭练习中》（ラッパ練習中） - 宫胁 + 荒巻、坂本、山内祐
15. 《啊ゝ無情》（あゝ無情） 原唱：Ann Lewis - 指原（吉他伴奏為野村義男（日语：野村義男））
16. 《说说漂亮话不也很好吗？》 - 原曲選拔成員
之後插入一段以白雪公主為主題的短劇
17. 《Show fight！》 - 以上短劇演員
18. 《戀愛的幸運餅乾》 - 同上
19. 《厚臉皮的嘴唇》 - 田中美、矢吹 + 短劇演員
20. AKB48 Group歌曲联唱 - 全员
《UZA》
《GAGAGA》
《美麗的閃電》
《大蔥鴨們》
《浪漫、不需要》
《純情U-19》
《單戀Finally》
《RIVER》
21. 《求求你华伦亭》 - 樱花选拔成员16人[註⁠ 1]
22. 《初恋蝴蝶》 - 樱花选拔成员16人[註⁠ 1]
23. 《大声钻石》 - 全员
24. 《摇滚吧、人生就是...》 - 全员
25. 《明天會有不一樣的你》 - 全员

安可曲
1. 《喜欢！喜欢！小跳步！》 - 全员
2. 《因为喜欢你 博多方言 ver.》 - 全员
3. 《甜瓜汁》 - 全员

- 幕后播报：田島芽瑠

## 大阪城会馆

### 演出概要
- 举办时间与地点：5月2日，大阪府大阪城会馆（大阪城ホール）
- 开场/开演时间：17:00/18:00
- 由于要出席Team E“手牵手”公演的初日演出[參⁠ 10]，自SKE48兼任的成员木本花音未能参加本场演出。开场时，与曾是AKB48成员的多田爱佳表示相比于柏木由纪更喜欢渡边麻友[參⁠ 11]。在演出中，指原莉乃表示了对吉本新喜剧[參⁠ 12]和阪神虎[參⁠ 13]的喜爱，并以NMB48成员山本彩在综艺节目《Viking!（日语：バイキング (テレビ番組)）》上的糟糕表现为话题，调动现场观众情绪[參⁠ 11]。

### 曲目
- 幕前播报：宫脇咲良

1. 《overture(HKT48 ver.) 》
2. 《青春女孩》 - 全员
3. 《HKT48》 - 全员
4. 《想见你》 - 全员
5. 《已读无视》 - Team H
6. 《与前男友的哥哥交往这回事》 - Team KIV
7. 《眨眼3次》 - 原曲選拔成員
8. 《櫻花，大家一起來品嚐》 - 全员
9. 《所謂被愛》 - 兒玉、指原、田島、朝長、宮脇
10. 《请你记得》 - 原曲選拔成員 + 山本
11. 《破浪刨冰》 - 兒玉、山本、岡田栞、朝長
12. 《毕业合影》（原唱为松任谷由实） - 熊泽、村重、多田、神志那、森保（同时演奏钢琴）
13. 《UFO》（原唱为Pink Lady） - 松冈、宮脇
14. 《小木偶军团》 - 指原、荒巻、栗原、坂本、筒井、外薗、山内、山下
15. 《Pedicure day》 - 穴井、田島、本村
16. 《说说漂亮话不也很好吗？》 - 原曲選拔成員
之後插入一段以白雪公主為主題的短劇
17. 《Show fight！》 - 以上短劇演員
18. 《戀愛的幸運餅乾》 - 同上
19. 《厚臉皮的嘴唇》 - 田中美、矢吹 + 短劇演員
20. AKB48 Group歌曲联唱 - 全员
《UZA》
《GAGAGA》
《美麗的閃電》
《Maybe是借口》（言い訳Maybe）
《大蔥鴨們》
《浪漫、不需要》
《純情U-19》
《單戀Finally》
《RIVER》
21. 《求求你华伦亭》 - 樱花选拔成员16人[註⁠ 1]
22. 《初恋蝴蝶》 - 樱花选拔成员16人[註⁠ 1]
23. 《大声钻石》 - 全员
24. 《摇滚吧、人生就是...》 - 全员
25. 《明天會有不一樣的你》 - 全员

安可曲
1. 《喜欢！喜欢！小跳步！》 - 全员
2. 《因为喜欢你 博多方言 ver.》 - 全员
3. 《甜瓜汁》 - 全员

- 幕后播报：村重杏奈

## 日本碍子会馆

### 演出概要
- 举办时间与地点：5月11日，爱知县日本碍子会馆（日语：名古屋市総合体育館）
- 开场/开演时间：
  - 昼公演：11:00/12:08
  - 夜公演：16:00/17:00
- 由于名古屋是HKT48的姐妹组合SKE48的所在地，因此本次演出有许多SKE48的成员前来观看[註⁠ 2]，自SKE48兼任的木本花音也自当日正式开始参加此次巡演[參⁠ 25]。由指原莉乃担任出道单曲制作人的AKB48 Group研究生会会长松村香织更是在晚场演出中登台表演《松村LOVE!》（マツムラブ！）炒热气氛[參⁠ 26]。

### 曲目

#### 昼公演
- 幕前播报：朝长美樱

1. 《overture(HKT48 ver.) 》
2. 《青春女孩》 - 全员
3. 《HKT48》 - 全员
4. 《想见你》 - 全员
5. 《已读无视》 - Team H
6. 《与前男友的哥哥交往这回事》 - Team KIV
7. 《眨眼3次》 - 原曲選拔成員
8. 《櫻花，大家一起來品嚐》 - 全员
9. 《所謂被愛》 - 兒玉、指原、田島、朝長、宮脇
10. 《请你记得》 - 原曲選拔成員 + 山本
11. 《破浪刨冰》 - 兒玉、山本、木本花音、朝長
12. 《毕业合影》（原唱为松任谷由实） - 熊泽、村重、多田、神志那、森保（同时演奏钢琴）
13. 《UFO》（原唱为Pink Lady） - 松冈、宮脇
14. 《小木偶军团》 - 指原、荒巻、栗原、坂本、筒井、外薗、山内、山下
15. 《Pedicure day》 - 穴井、田島、本村
16. 《说说漂亮话不也很好吗？》 - 原曲選拔成員
之後插入一段以白雪公主為主題的短劇
17. 《Show fight！》 - 以上短劇演員
18. 《戀愛的幸運餅乾》 - 同上
19. 《厚臉皮的嘴唇》 - 田中美、矢吹 + 短劇演員
20. 《可是…》（だけど…） - 穴井、多田、田島、松岡、村重、朝長、渕上
21. AKB48 Group歌曲联唱 - 全员
《UZA》
《GAGAGA》
《美麗的閃電》
《Maybe是借口》
《大蔥鴨們》
《浪漫、不需要》
《純情U-19》
《單戀Finally》
《RIVER》
22. 《求求你华伦亭》 - 樱花选拔成员16人[註⁠ 3]
23. 《初恋蝴蝶》 - 樱花选拔成员16人[註⁠ 3]
24. 《大声钻石》 - 全员
25. 《摇滚吧、人生就是...》 - 全员
26. 《明天會有不一樣的你》 - 全员

安可曲
1. 《喜欢！喜欢！小跳步！》 - 全员
2. 《因为喜欢你 博多方言 ver.》 - 全员
3. 《甜瓜汁》 - 全员

- 幕后播报：木本花音、田中菜津美

#### 夜公演
- 幕前播报：多田愛佳

1. 《overture(HKT48 ver.) 》
2. 《青春女孩》 - 全员
3. 《HKT48》 - 全员
4. 《想见你》 - 全员
5. 《已读无视》 - Team H
6. 《与前男友的哥哥交往这回事》 - Team KIV
7. 《眨眼3次》 - 原曲選拔成員
8. 《櫻花，大家一起來品嚐》 - 全员
9. 《所謂被愛》 - 兒玉、指原、田島、朝長、宮脇
10. 《请你记得》 - 原曲選拔成員 + 山本
11. 《年轻男孩》（原唱为糖果合唱团） - 朝長、村重、本村
12. 《夏日颜色的南希》（原唱为早见优） - 穴井、兒玉、渕上、田島、木本
13. 《关于你》 - 松岡、多田、熊沢、神志那、森保（同时演奏钢琴）
14. 《喇叭练习中》 - 宫胁 + 荒巻、坂本、山内祐
15. 《小木偶军团》 - 指原、荒巻、栗原、坂本、筒井、外薗、山内、山下
16. 《说说漂亮话不也很好吗？》 - 原曲選拔成員
之後插入一段以白雪公主為主題的短劇
17. 《Show fight！》 - 以上短劇演員
18. 《戀愛的幸運餅乾》 - 同上
19. 《厚臉皮的嘴唇》 - 田中美、矢吹 + 短劇演員
20. 《松村LOVE!》（マツムラブ！） - 松村香织
21. AKB48 Group歌曲联唱 - 全员
《UZA》
《GAGAGA》
《美麗的閃電》
《Maybe是借口》
《大蔥鴨們》
《浪漫、不需要》
《純情U-19》
《單戀Finally》
《RIVER》
22. 《求求你华伦亭》 - 樱花选拔成员16人[註⁠ 3]
23. 《初恋蝴蝶》 - 樱花选拔成员16人[註⁠ 3]
24. 《大声钻石》 - 全员
25. 《摇滚吧、人生就是...》 - 全员
26. 《明天會有不一樣的你》 - 全员

安可曲
1. 《喜欢！喜欢！小跳步！》 - 全员
2. 《因为喜欢你 博多方言 ver.》 - 全员
3. 《甜瓜汁》 - 全员

- 幕后播报：兒玉遥

## 海之中道海浜公園

### 演出概要
- 举办时间与地点：7月13日，福岡县海之中道海濱公園（海の中道海浜公園）[註⁠ 6]
- 开场/开演时间：14:00/17:00
- 在当日的演唱会上，74岁的摇滚歌手内田裕也作为惊喜嘉宾登场登场与指原莉乃合作，演唱了他在时隔29年之后发行的新单曲《Shake It Up, Baby》，引起现场观众惊呼[參⁠ 31]。另外，在之前剧场公演中受伤的Team KIV的岡田栞奈在演出尾端登场加入演唱，正式复归舞台[參⁠ 32]。

### 曲目
- 幕前播报：指原莉乃

1. 《overture(HKT48 ver.) 》
2. 《青春女孩》 - 全员
3. 《HKT48》 - 全员
4. 《想见你》 - 全员
5. 《沙滩鞋》（ビーチサンダル） - Team H
6. 《不开心的美人鱼》（ご機嫌ななめなマーメイド） - Team KIV
7. 《你与彩虹与太阳》（君と虹と太陽と）- 全员
8. 《櫻花，大家一起來品嚐》 - 全员
9. 《西瓜BABY》（西瓜BABY） - 田島、朝長
10. 《泪之湘南》（涙の湘南） - 本村、兒玉、坂口、山本茉、駒田
11. 《很早以前》（ずっと 前から） - 木本、宮脇、多田
12. 《再战》（リターンマッチ） - 森保×穴井、松岡菜×神志那
13. 《向日葵》（向日葵） - 岡本、坂口、田島、駒田、植木
14. 《Shake It Up, Baby》（シェキナベイベー） - 内田裕也 feat. 指原莉乃
15. 《厚臉皮的嘴唇》 - 田中美、矢吹
16. 《初恋蝴蝶》 - 秋吉、穴井、兒玉、指原、田島、松岡、多田、木本、朝長、渕上、宮脇、村重、本村、森保
17. 《求求你华伦亭》 - 全員
18. 《喜欢！喜欢！小跳步！》 - 全员
19. 《馬尾與髮圈》（ポニーテールとシュシュ）
20. 《未来的果实》（未来の果実）
21. 《翡翠色的沙滩裙》（パレオはエメラルド）
22. 《海岸边最可爱的女孩！》（ナギイチ）
23. 《抱歉、SUMMER》（ごめんね、SUMMER）
24. 《Everyday、发箍》（Everyday、カチューシャ）
之後插入一段以白雪公主為主題的短劇
25. 《Show fight！》 - 以上短劇演員
26. 《戀愛的幸運餅乾》 - 同上
27. AKB48 Group歌曲联唱 - 全员
《UZA》
《GAGAGA》
《美麗的閃電》
《大蔥鴨們》
《大声钻石》
《赞成卡哇伊！》（賛成カワイイ！）
《女生规则》（ガールズルール）
《啾一个！》（チューしようぜ！）
《绝灭黑发少女》（絶滅黒髪少女）
《純情U-19》
《單戀Finally》
《RIVER》
28. 《请你记得》 - 原曲選拔成員
29. 《浪声之八音盒》（波音のオルゴール） - 指原、兒玉、宮脇、田島、朝長
30. 《我点燃的烟花》（僕の打ち上げ花火） - 全员（包括冈田栞奈）
31. 《爱之绳》（波音のオルゴール）
32. 《尖端顶点之上！博多方言 ver.》（てっぺんとっちゃーけん！）
33. 《BINGO!》
34. 《眨眼3次》
35. 《因为喜欢你 博多方言 ver.》
36. 《甜瓜汁》
37. 《明天會有不一樣的你》

安可曲
1. 《喜欢！喜欢！小跳步！》
2. 《摇滚吧、人生就是...》
3. 《櫻花，大家一起來品嚐》

## 短劇
在此次巡演中的《说说漂亮话不也很好吗？》一曲之后会有一段以白雪公主为主题的短剧，伴奏音樂包括《生命使用法》（命の使い道）、《去森林吧》（森へ行こう）、《让我吃下毒苹果》（毒リンゴを食べさせて）

### 角色分配
- 指原：指原
- 白雪公主一方：
  - 白雪公主：朝長
  - 7個小矮人：村重、田中美、矢吹、本村、渕上、穴井、下野
  - 森林中的猴子：多田
- 女王一方：
  - 女王：田中菜
  - 魔鏡：秋吉
  - 見習的女巫們：今田、梅本、坂口、深川、山田、若田部
- 女巫：
  - 老女巫：兒玉、宮脇
  - 火、水属性女巫：松岡、森保（自大阪场演出起追加[參⁠ 33]）
  - 来自名古屋和博多的下巴女巫：木本、植木（自名古屋场演出起追加[參⁠ 25]）
  - 贪吃、选秀魔女：田岛、山本（最终场巡演追加[參⁠ 34]）

## 备注
1. 1 2 3 4 5 6  中西智代梨的位置由神志那結衣代替
2. ↑  包括以下成員
  - Team S：都築里佳[參⁠ 15]
  - Team KII：須田亞香里[參⁠ 16]
  - Team E：磯原杏華[參⁠ 17]、熊崎晴香[參⁠ 18]、斉藤真木子[參⁠ 19]、酒井萌衣[參⁠ 20]
  - 研究生：青木詩織[參⁠ 21]、井田玲音名[參⁠ 22]、野口由芽[參⁠ 23]、松村香織[參⁠ 24]
3. 1 2 3 4  中西智代梨的位置由木本花音代替
4. ↑  安可由来观看演出的SKE48成员松村香织带领[參⁠ 26]
5. ↑  安可由来观看演出的SKE48成员须田亚香里带领[參⁠ 27]
6. ↑  曾在6月23日的“青春女孩”公演上由Team H的队长穴井千寻发表7月11日于同一地点追加一场演出[參⁠ 29]，但因超强台风浣熊的影响取消追加场次。[參⁠ 30]
7. ↑   註: